# STbook

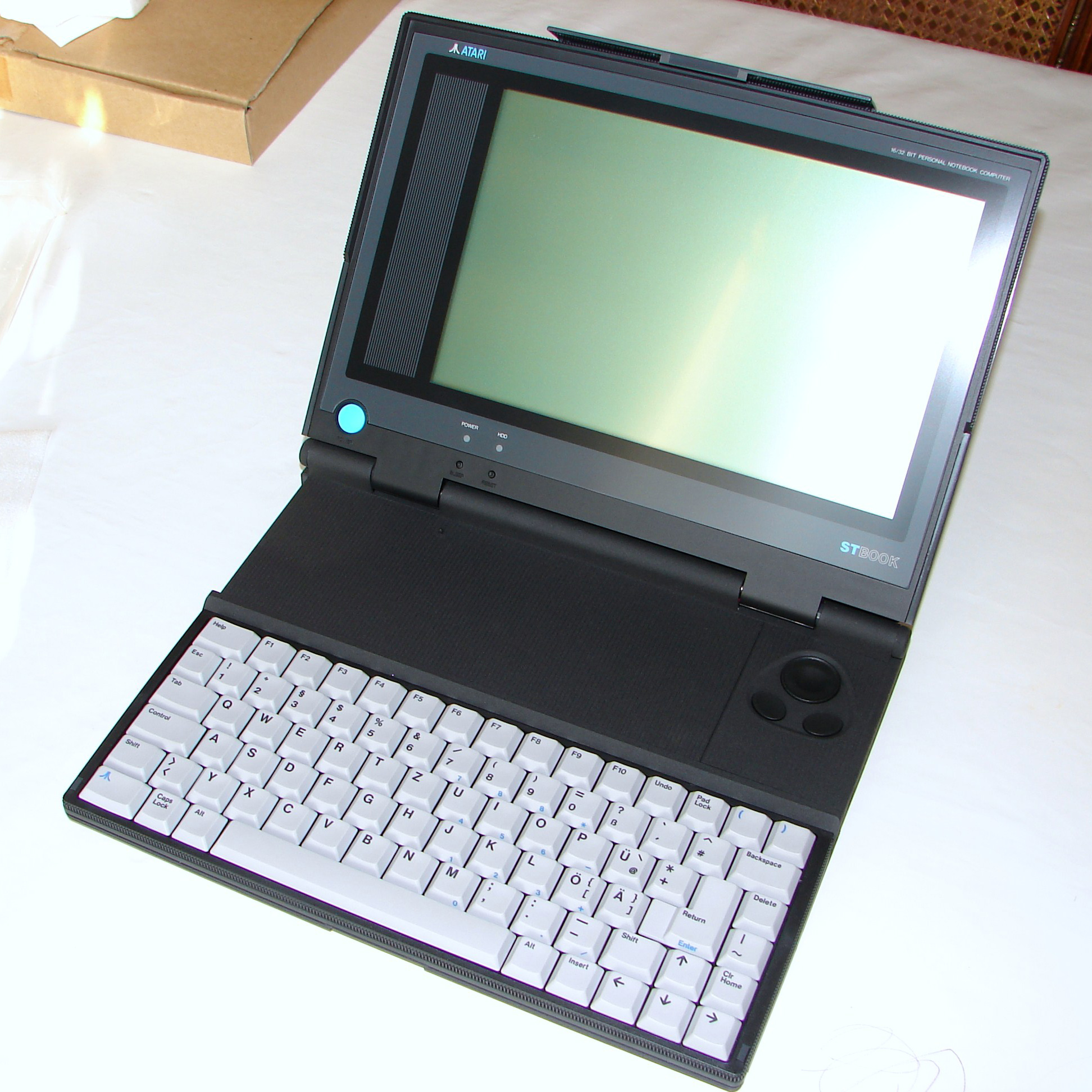
Atari STBook

STbook är en bärbar dator från Atari som släpptes på marknaden 1991.
Skärmen är mycket reflekterande och är fixerad till upplösningen 640x400 1-bit mono mode. Den hade inga externa videoportar. Trots sina begränsningar nådde den viss popularitet då den var den första fullständigt portabla "riktiga" datorn.

## Specifikationer
- Processor: Motorola 68HC000, går på 8 MHz
- RAM: 1 MiB inbyggt, vilken kunde byggas ut till 4 MiB
- ROM: 512 KiB
- Blitter
- Realtidsklocka Litiumbatteri
- Hårddisk: IDE 20-40 MB
- Diskett: extra extern disk
- Systems supported: TOS 2.06
- Parallell: Ja (1 port)
- Serial: Ja (1 port)
- ACSI/FDD: Ja (1 port)
- Midi: Ja (2 ports)
- Externt tangentbord
- Modem: optional (använd för denna models expansionsport)
- Vector Pad
- Screen: 10,4" EPSON LCD passiv matrisadressering